# Ivan Gudelj
Ivan Gudelj (* 21. September 1960 in Imotski, SFR Jugoslawien, heute Kroatien) ist ein kroatischer Fußballtrainer und ehemaliger Fußballspieler Jugoslawiens.

## Laufbahn als Spieler
Im Jahre 1975 kam Gudelj von seinem Jugendverein NK Mračaj Runovići zu Hajduk Split, wo er bereits als Jugendlicher in der ersten jugoslawischen Liga eingesetzt wurde. Nach dem Titelgewinn 1979 wurde er Stammspieler und gewann 1984 den jugoslawischen Pokal. Im UEFA-Pokal 1983/84 erreichte er das Halbfinale.
Gudelj nahm mit Jugoslawien an der Junioren-Fußballweltmeisterschaft 1979 teil und erreichte ein Jahr später den vierten Platz beim Fußballturnier der Olympischen Spiele in Moskau.
Später nahm an der Fußball-Weltmeisterschaft 1982 in Spanien teil, wurde dabei in allen drei Vorrundenspielen eingesetzt und erzielte ein Tor. Auch zwei Jahre später bei der Fußball-Europameisterschaft 1984 in Frankreich schied er mit Jugoslawien in der Gruppenphase aus, wo er abermals drei Mal eingesetzt wurde. Bei der WM 1982 wählte ihn die Redaktion der französischen Sportzeitung L’Équipe ins All-Star-Team. Insgesamt spielte er 33 Mal für Jugoslawien und erzielte dabei drei Tore.
Er musste seine Karriere aufgrund einer Hepatitis-B-Erkrankung beenden. Vor seiner Erkrankung bekam er noch ein Angebot vom französischen Klub Girondins Bordeaux, welches er nicht annehmen konnte. 1982 wurde er Jugoslawiens Fußballer des Jahres.

## Laufbahn als Trainer
Gudelj trainierte diverse Mannschaften in Kroatien. Er trainierte die kroatische U-16-Auswahl, wo Spieler wie Niko Kranjčar spielten. Er trainierte weiters Uskok, Zadar und Dubrovnik. Für kurze Zeit war er Trainer des Vorwärts Steyr in Österreich. Seinen ersten großen Klub trainierte Gudelj von 2005 bis 2006, als er seinen Stammklub Hajduk Split trainierte.

## Erfolge
- Jugoslawischer Meister 1979 (1 Spiel/0 Tore)
- Jugoslawischer Pokalsieger 1984
- Jugoslawiens Fußballer des Jahres 1982